# Abhishek Nain
Abhishek Nain (Sonipat, 15 de agosto de 1999) é um jogador de hóquei sobre a grama indiano.

## Carreira
Nain nasceu em 15 de agosto de 1999 em Sonipat, filho de Soorat Devi e Satnarayan Nain, que é um policial especial. Seu irmão mais velho se chama Ashish. Nain começou a jogar hóquei quando estava na terceira série.
Nain fez sua estreia internacional em fevereiro de 2022 na Pro League de 2021–22. Ele fez parte da equipe que ganhou a medalha de ouro nos Jogos Asiáticos de 2022. Nain também fez parte da equipe que ganhou o Troféu dos Campeões Asiáticos de 2024. Ele foi o segundo jogador mais caro nos leilões da Hockey India League para a temporada de 2024–25.
Nos Jogos Olímpicos de Verão de 2024, em Paris, conquistou a medalha de bronze no torneio masculino do hóquei sobre a grama, após vencer confronto contra a equipe espanhola por 2–1.